# 라시드 타하

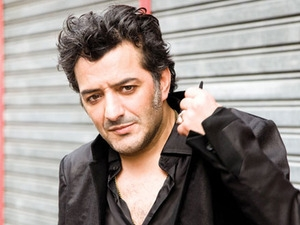
라시드 타하

라시드 타하 (1958년 9월 18일 ~ 2018년 9월 12일, 아랍어: رشيد طه, 프랑스어: Rachid Taha)는 알제리 출신의 가수이다. 록, 전자음악, 펑크, 라이의 영향을 받았다.

## 삶
1958년 알제리 라이의 발생지이자 알제리 독립 운동에 중요한 역할을 한 도시인 시그에서 태어났다. 10세 때 프랑스로 이주하여 리옹 근처의 이민자 공동체에서 살았다. 낮에는 발전소에서 일하고 밤에는 아랍 음악, 랩, 살사, 훵크 등 여러 가지 장르의 음악을 틀어주는 디스크 자키로 일했다. 1970년대 후반에는 레 르풀레(Les Refoulés, 거부당한 자들)라는 나이트클럽을 만들어 유명한 아랍 가요곡과 레드 제플린 등 서양 록 밴드의 음악을 섞는 작업을 했다.

## 음반
| 제목              | 연도   |
| ----------------- | ------ |
| Carte de Séjour   | 1983년 |
| Bleu De Marseille | 1984년 |
| Rhorhomanie       | 1984년 |
| Douce France      | 1986년 |
| 2½ (Deux Et Demi) | 1986년 |
| Ramsa             | 1987년 |
| Barbès            | 1991년 |
| Voilà, Voilà      | 1993년 |
| Rachid Taha       | 1993년 |
| Olé, Olé          | 1995년 |
| Olé, Olé          | 1996년 |
| Carte Blanch      | 1997년 |
| Ya Rayah          | 1997년 |